# Bahrain-Merida/Saison 2019
Diese Liste beschreibt die Mannschaft und die Erfolge des Radsportteams Bahrain-Merida in der Saison 2019.

## Erfolge in der UCI WorldTour
In der Saison 2019 gelangen dem Team nachstehende Erfolge in der UCI WorldTour.
| Datum     | Rennen                          | Sieger          |
| --------- | ------------------------------- | --------------- |
| 30. April | Prolog Tour de Romandie (EZF)   | Jan Tratnik     |
| 16. Mai   | 5. Etappe Kalifornien-Rundfahrt | Iván García     |
| 10. Juni  | 2. Etappe Critérium du Dauphiné | Dylan Teuns     |
| 15. Juni  | 1. Etappe Tour de Suisse (EZF)  | Rohan Dennis    |
| 11. Juli  | 6. Etappe Tour de France        | Dylan Teuns     |
| 27. Juli  | 20. Etappe Tour de France       | Vincenzo Nibali |
| 9. August | 7. Etappe Polen-Rundfahrt       | Matej Mohoric   |

## Erfolge in der UCI Asia Tour
In der Saison 2019 gelangen dem Team nachstehende Erfolge in der UCI Asia Tour.
| Datum       | Rennen                 | Kat. | Sieger          |
| ----------- | ---------------------- | ---- | --------------- |
| 19. Februar | 4. Etappe Tour of Oman | 2.HC | Sonny Colbrelli |

## Erfolge in der UCI Europe Tour
In der Saison 2019 gelangen dem Team nachstehende Erfolge in der UCI Europe Tour.
| Datum         | Rennen                              | Kat. | Sieger          |
| ------------- | ----------------------------------- | ---- | --------------- |
| 26. Juli      | 2. Etappe Adriatica Ionica Race     | 2.1  | Mark Padun      |
| 25.–28. Juli  | Gesamtwertung Adriatica Ionica Race | 2.1  | Mark Padun      |
| 1. September  | 4. Etappe Deutschland Tour          | 2.HC | Sonny Colbrelli |
| 15. September | Coppa Bernocchi                     | 1.1  | Phil Bauhaus    |
| 6. Oktober    | Gran Premio Beghelli                | 1.HC | Sonny Colbrelli |

## Erfolge in den Nationalen Straßen-Radsportmeisterschaften
In den Rennen der Nationalen Straßen-Radsportmeisterschaften 2019 konnte das Team nachstehende Titel erringen.
| Datum    | Rennen                                       | Fahrer        |
| -------- | -------------------------------------------- | ------------- |
| 22. Juni | Taiwanische Meisterschaft – Einzelzeitfahren | Chun Kai Feng |
| 27. Juni | Ukrainische Meisterschaft – Einzelzeitfahren | Mark Padun    |
| 30. Juni | Slowenische Meisterschaft – Straßenrennen    | Domen Novak   |

## Mannschaft
| Teamkader 2019                            | Teamkader 2019     | Teamkader 2019         | Teamkader 2019                       |
| Name                                      | Geburtsdatum       | Land                   | Vorheriges Team                      |
| ----------------------------------------- | ------------------ | ---------------------- | ------------------------------------ |
| Valerio Agnoli                            | 6. Januar 1985     | Italien                | Astana (2016)                        |
| Yukiya Arashiro                           | 22. September 1984 | Japan                  | Lampre-Merida (2016)                 |
| Phil Bauhaus                              | 8. Juli 1994       | Deutschland            | Team Sunweb (2018)                   |
| Grega Bole                                | 13. August 1985    | Slowenien              | Nippo-Vini Fantini (2016)            |
| Damiano Caruso                            | 12. Oktober 1987   | Italien                | BMC Racing Team (2018)               |
| Sonny Colbrelli                           | 17. Mai 1990       | Italien                | Bardiani CSF (2016)                  |
| Rohan Dennis (1. Jan.–13. Sep.)           | 28. Mai 1990       | Australien             | BMC Racing Team (2018)               |
| Feng Chun-kai                             | 2. November 1988   | Chinese Taipei         | Lampre-Merida (2016)                 |
| Iván García Cortina                       | 20. November 1995  | Spanien                | Klein Constantia (2016)              |
| Andrea Garosio                            | 12. Juni 1993      | Italien                | D'Amico-Utensilnord (2018)           |
| Heinrich Haussler                         | 25. Februar 1984   | Australien             | IAM Cycling (2016)                   |
| Kristijan Koren (1. Jan.–15. Mai, Anm.)   | 25. November 1986  | Slowenien              | Cannondale-Drapac (2017)             |
| Matej Mohorič                             | 19. Oktober 1994   | Slowenien              | UAE Team Emirates (2017)             |
| Vincenzo Nibali                           | 14. November 1984  | Italien                | Astana (2016)                        |
| Domen Novak                               | 12. Juli 1995      | Slowenien              | Adria Mobil (2016)                   |
| Mark Padun                                | 6. Juli 1996       | Ukraine                | Colpack (2017)                       |
| Hermann Pernsteiner                       | 7. August 1990     | Österreich             | Amplatz-BMC (2017)                   |
| Luka Pibernik                             | 23. Oktober 1993   | Slowenien              | Lampre-Merida (2016)                 |
| Domenico Pozzovivo                        | 30. November 1982  | Italien                | AG2R La Mondiale (2017)              |
| Marcel Sieberg                            | 30. April 1982     | Deutschland            | Lotto-Soudal (2018)                  |
| Dylan Teuns                               | 1. März 1992       | Belgien                | BMC Racing Team (2018)               |
| Jan Tratnik                               | 23. Februar 1990   | Slowenien              | CCC Sprandi Polkowice (2018)         |
| Wang Meiyin                               | 26. Dezember 1988  | China                  | Wisdom-Hengxiang Cycling Team (2016) |
| Stephen Williams                          | 9. Juni 1996       | Vereinigtes Königreich | SEG Racing Academy (2018)            |
| Antonio Nibali                            | 23. September 1992 | Italien                | Nippo-Vini Fantini (2016)            |
|                                           |                    |                        |                                      |
| Quellen: ProCyclingStats Cycling Quotient |                    |                        |                                      |

Anmerkung: Kristijan Koren, Doping